# Ígor Gavrílov
Ígor Vladimírovich Gavrílov (en idioma ruso: Игорь Владимирович Гаврилов) (1928 -1982) fue un astrónomo ruso de la etapa soviética.

## Biografía
Gavrílov nació en la localidad de Rubiaževičy (actualmente el Raión de Stoŭbtsy en la provincia de Minsk). En 1952 se graduó en física y matemáticas por la facultad de la Universidad de Vilna, dedicándose durante un tiempo a trabajar como profesor de matemáticas en la escuela secundaria. En 1954 ingresó en el Observatorio Astronómico Principal de la Academia de Ciencias de la URSS, y en 1976 accedió al cargo de jefe del departamento de astrometría fotográfica.
Realizó numerosos estudios en los campos de la selenografía y de la astrometría fotográfica. Bajo su dirección y con su participación directa se realizó por primera vez en la URSS un mapa selenográfico de la cara visible de la Luna, con un completo catálogo de sus elementos morfológicos. Esta documentación jugó un importante papel en la planificación de los programas de estudio de la luna con naves espaciales capaces de cartografiar la superficie del satélite. Realizó una serie de estudios sobre la geometría de la luna. La mayor parte de estos estudios se refleja en su monografía "Figura y dimensiones de la Luna según las observaciones astronómicas" (1969), así como en el trabajo en equipo titulado " Sistema de coordenadas selenográficas a partir de 4900 puntos de la superficie de la luna" (1977). En los últimos años de su vida prestó mucha atención a los problemas de astrometría fotográfica, siendo uno de los iniciadores del programa fotográfico de revisión del cielo del hemisferio norte.

## Reconocimientos
- Fue laureado del Premio Estatal de la RSS de Ucrania.
- Desde 1970, el cráter lunar Gavrilov (situado en la cara oculta de la Luna) lleva este nombre en su memoria. Comparte este honor con el ingeniero de cohetes del mismo apellido Aleksandr Gavrilov (1884-1955).